# Amplepuis
Amplepuis is een gemeente in het Franse departement Rhône (regio Auvergne-Rhône-Alpes). De plaats maakt deel uit van het arrondissement Villefranche-sur-Saône. Amplepuis telde op 1 januari 2022 4.858 inwoners.

## Geografie
De oppervlakte van Amplepuis bedroeg op 1 januari 2022 38,44 vierkante kilometer; de bevolkingsdichtheid was toen 126,4 inwoners per km².

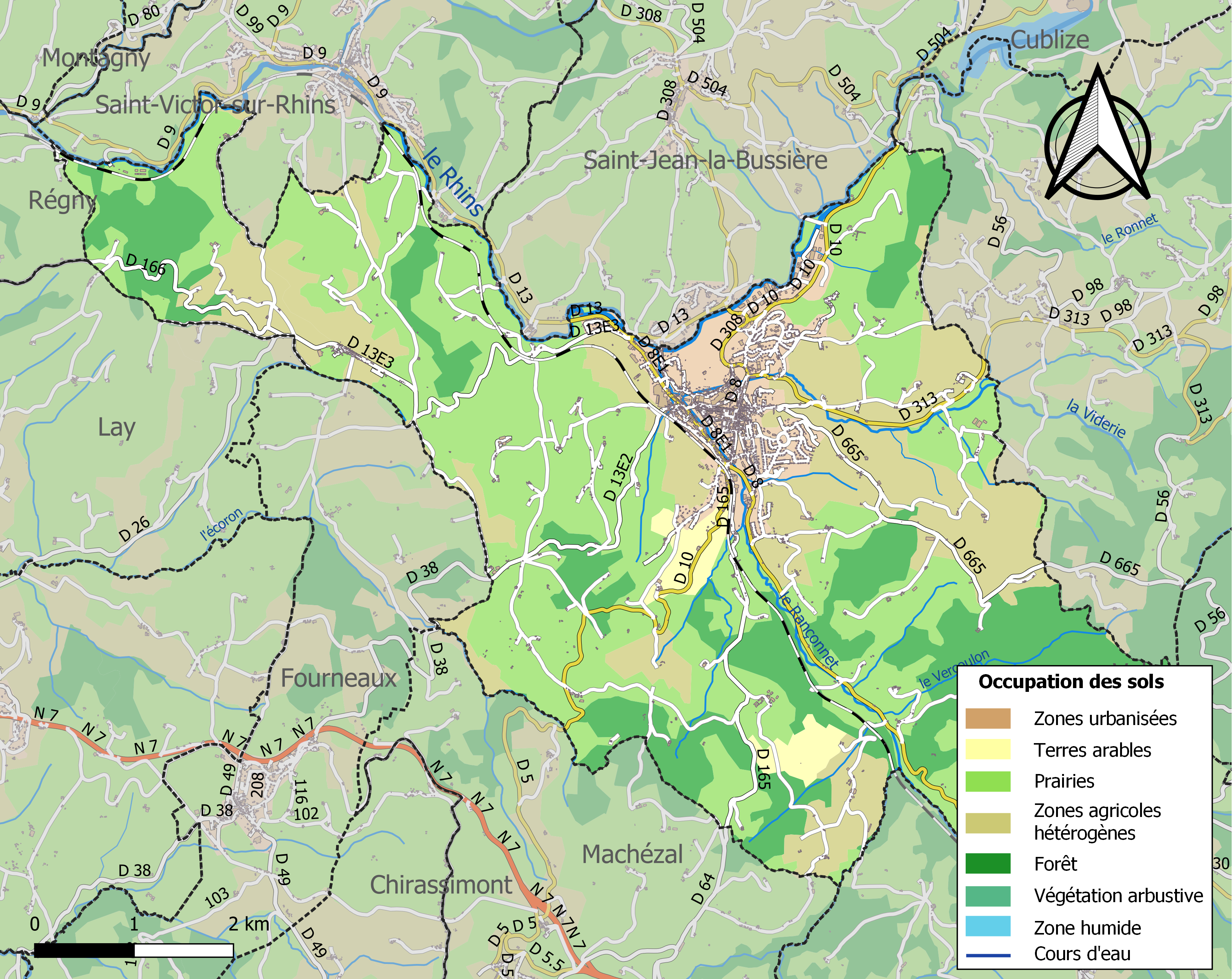
Kaart van de gemeente met de belangrijkste infrastructuur, bodemgebruik en omliggende gemeenten

## Demografie
Onderstaande figuur toont het verloop van het inwonertal (bron: INSEE-tellingen).

## Afbeeldingen

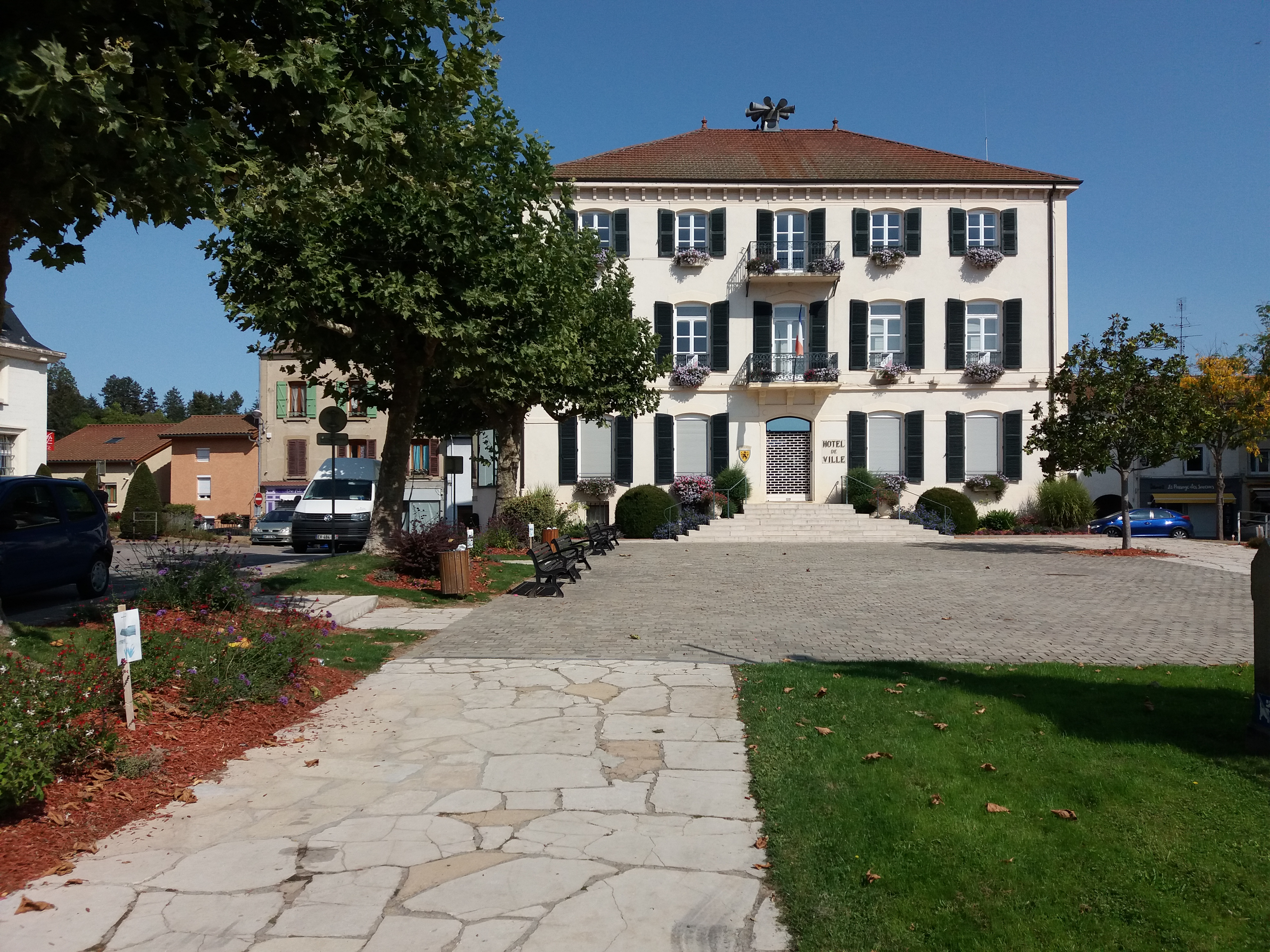
Gemeentehuis
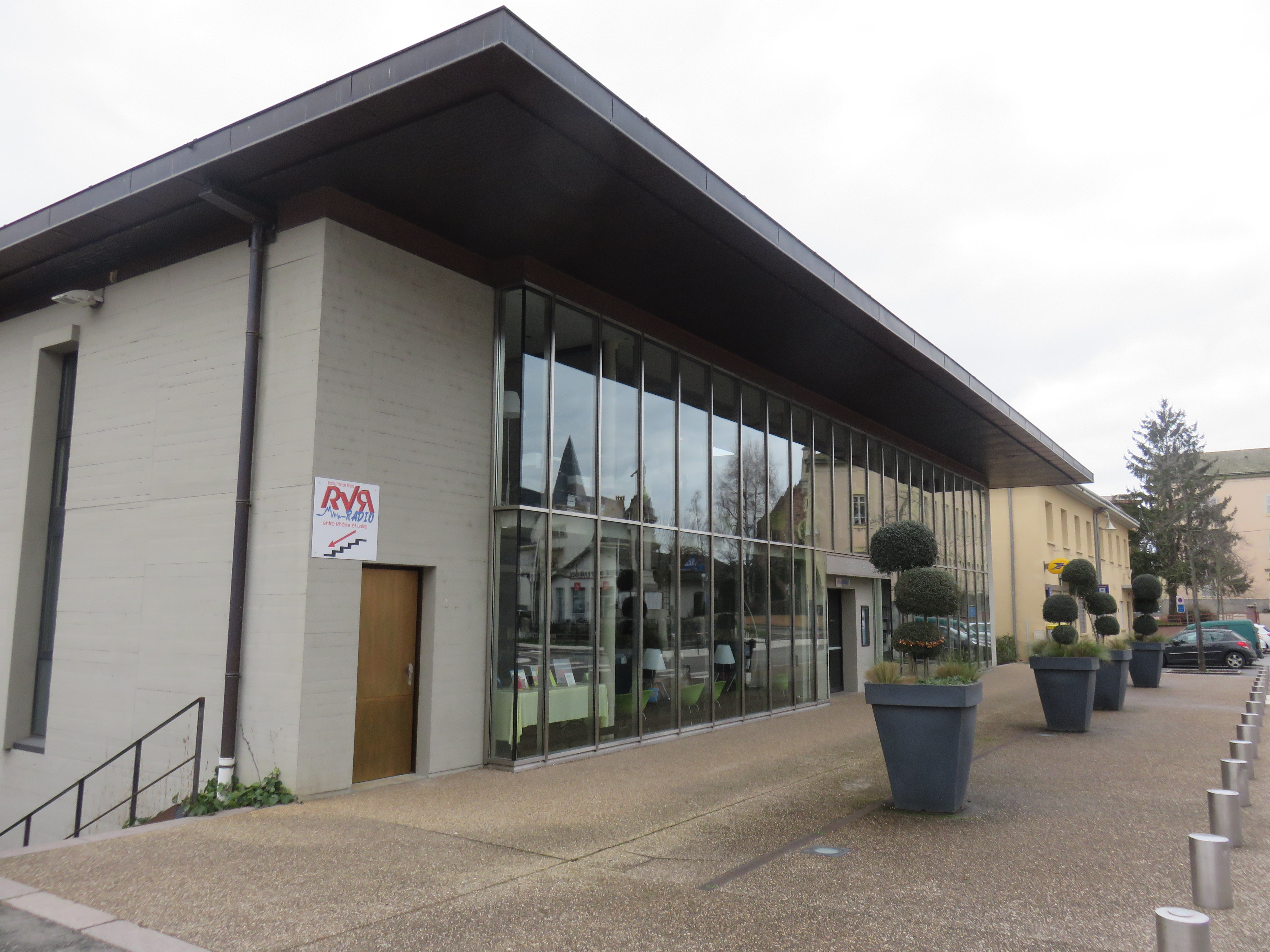
Mediatheek